# Спецназ (телесеріал, 2017)
«Спецназ» (англ. S.W.A.T) – американський драматичний телесеріал, заснований на телесеріалі 1975 року та однойменному фільмі 2003 року. Аарон Рахсан Томас і Шон Раян розробили новий телесеріал, прем'єра якого відбулася на CBS 2 листопада 2017 року і створена Original Film, CBS Studios і Sony Pictures Television.
17 листопада 2017 року CBS замовила телесеріал серіал на повний сезон із 20 епізодів, а 1 грудня 2017 року CBS замовила два додаткових епізоди для перший сезон, що довело загальну кількість до 22 епізодів. 27 березня 2018 року CBS продовжила серіал на другий сезон, прем’єра якого відбулася 27 вересня 2018 року. Шоу існує в спільному всесвіті з кримінальною драмою FX Щит, яку також створив Раян.
16 березня 2020 року Sony Pictures Television призупинила виробництво третього сезону через пандемію COVID-19. 6 травня 2020 року CBS продовжила серіал на четвертий сезон, який мав відбутися в середині сезону. Однак 14 липня було оголошено, що він поміняється місцями з Survivor, а прем’єра відбулася 11 листопада 2020 року. 15 квітня 2021 року CBS продовжила серіал на п’ятий сезон, прем’єра якого відбулася на 1 жовтня 2021 р. 8 квітня 2022 р. CBS продовжила серіал на шостий сезон, прем’єра якого відбулася 7 жовтня 2022 р. 5 травня 2023 р. CBS закрив телесеріал після того, як шести сезонів. Через кілька днів CBS скасувала своє рішення та продовжила телесеріал на сьомий і останній сезон. Прем’єра сьомого й останнього сезону відбулася 16 лютого 2024 року. 11 квітня 2024 року CBS скасувала своє рішення про те, що сьомий сезон буде останнім, і продовжила серіал на восьмий сезон. 6 березня 2025 року телесеріал було закрито після восьми сезонів 

## Сюжет
У центрі серіалу — сержант поліції Лос-Анджелеса Деніел «Хондо» Гаррельсон. Хондо, який усе життя був місцевим жителем Лос-Анджелеса та колишнім морським піхотинцем, був призначений очолити новий «останній підрозділ» спеціальної зброї та тактики поліції Лос-Анджелеса. Оскільки він чорношкірий і народився й виріс у Лос-Анджелесі, Хондо відчуває глибоку відданість не лише своїм «братам у блакитному», а й людям, яким вони служать.